# Port morski Pusan
Port Pusan – największy port w Korei Południowej, znajdujący się w mieście Pusan w Korei Południowej.
Jest jednym z największych portów kontenerowych na świecie i jest największym portem morskim w Korei Południowej. W 2019 w 10 terminalach kontenerowych w Pusan przeładowano około 22 mln TEU.